# Mankato (Kansas)
Mankato és una població dels Estats Units a l'estat de Kansas. Segons el cens del 2000 tenia 976 habitants.

## Demografia
Segons el cens del 2000, Mankato tenia 976 habitants, 436 habitatges, i 256 famílies. La densitat de població era de 373,1 habitants/km².
Dels 436 habitatges en un 24,1% hi vivien nens de menys de 18 anys, en un 52,5% hi vivien parelles casades, en un 5,3% dones solteres, i en un 41,1% no eren unitats familiars. En el 39% dels habitatges hi vivien persones soles el 21,3% de les quals corresponia a persones de 65 anys o més que vivien soles. El nombre mitjà de persones vivint en cada habitatge era de 2,14 i el nombre mitjà de persones que vivien en cada família era de 2,86.
Per edats la població es repartia de la següent manera: un 21,8% tenia menys de 18 anys, un 4,5% entre 18 i 24, un 21,1% entre 25 i 44, un 23% de 45 a 60 i un 29,6% 65 anys o més.
L'edat mediana era de 46 anys. Per cada 100 dones de 18 o més anys hi havia 87,5 homes.
La renda mediana per habitatge era de 29.286 $ i la renda mediana per família de 41.429 $. Els homes tenien una renda mediana de 30.000 $ mentre que les dones 17.813 $. La renda per capita de la població era de 17.457 $. Entorn del 4,9% de les famílies i el 9,2% de la població estaven per davall del llindar de pobresa.

## Poblacions més properes
El següent diagrama mostra les poblacions més properes.